# Laura Martínez de Carvajal
Laura Martínez de Carvajal, född 1869, död 1941, var en kubansk läkare. Hon blev 1889 den första kvinnliga läkaren i Kuba.